# Позе, Брис
Брис Позе́ (фр. Brice Pauset, 17 июня 1965, Безансон) — французский композитор, пианист и клавесинист.

## Биография
Закончил Безансонскую консерваторию (1984), где кроме музыки изучал средневековую философию. В дальнейшем совершенствовался в барочной музыке, игре на старинных инструментах, музыкальной теории и истории музыкального теоретизирования.
В 1988 поступил в Парижскую консерваторию, учился у Жерара Гризе, посещал мастер-классы Анри Дютийё, Пьера Булеза, Брайана Фернихоу, Клауса Хубера, Карлхайнца Штокхаузена. Прошёл курс композиции у Франко Донатони в Сиене (1988—1991). В 1994—1996 по стипендии обучался в IRCAM у Тристана Мюрая, Филиппа Манури и др.

## Творческая характеристика
В основе музыки Позе — постоянный диалог с музыкальной традицией, композиторами прошлого (Куперен, Бах, Фробергер, Бетховен, Шуберт, Веберн). Он часто обращается к религиозным текстам (прежде всего — еретическим), алхимической символике (Атанасиус Кирхер), сочинениям философов от Эпикура до наших дней.

## Избранные сочинения
- Pluvia (Finis Gloriae Mundi II) для скрипки, виолончели и фортепиано (1989)
- Dictynna для сопрано и трех скрипок на XXI сонет Шекспира (1990)
- Six Canons для духового квартета (1991)
- Ljusare для скрипки и фортепиано (1992)
- Струнный квартет № 1 (1993)
- Huit Canons (Goldberg-Ausbreitungen) для гобоя д’амур, вибрафона и фортепиано (1993)
- Sepulcrum (Finis Gloriae Mundi III) для клавесина и оркестра (1994)
- De prolatione (canon) для перкуссии соло (1995)
- Струнный квартет № 2, «Несчастное сознание» (1995)
- In girum imus nocte et consumimur igni для контральто и 3 инструментов на тексты маркиза де Сада и Ги Дебора (1995)
- М для двух сопрано, контральто и двух инструментальных ансамблей на тексты Эпикура, Гольбаха, латинские тексты XIII в. (1996)
- Eleusis (An Hölderlin) для сопрано, кларнета и фортепиано на стихотворение Гегеля, посвященное Гёльдерлину (1997)
- Huit Canons для гобоя д’амур и ансамбля (1998)
- Eurydice для флейты (1998)
- De aeternitate для сопрано соло на латинский текст XIII в. (1998)
- Six Préludes для клавесина (1999)
- Fragments d’Héraclite, секстет (1999)
- Six Canons для оркестра (2001)
- Kontra-Sonate для фортепиано на тему Шуберта (2001)
- Café Leonhardt для ансамбля (2003, в соавторстве с Изабель Мундри)
- Die Vorüberlaufenden для флейты, бас-кларнета и виолончели (2004, в соавторстве с И.Мундри)
- Der Geograph (Symphonie IV) для фортепиано и оркестра (2006)
- Vita Nova (sérénades) для скрипки и ансамбля на текст Ролана Барта (2006)

## Исполнители
Произведения Позе исполняли Пьер-Ив Арто, Андреас Штайер, струнный квартет Диотима, Ensemble Intercontemporain, Klangforum Wien и др.